# Yixianosaurus
Yixianosaurus (що означає «ящір Ісянь») — це рід динозаврів-тероподів з ранньої крейди Китаю. Типовий вид, Yixianosaurus longimanus, був офіційно названий і описаний Xu Xing і Wang Xiaolin у 2003 році. Його частковий скелет був виявлений у 2001 році в Ляоніні в Ванцзягоу на північному сході Китаю. Родова назва стосується формації Ісянь. Спеціальна назва означає «з довгою рукою» від латинського longus, «довгий», і manus, «рука».

## Опис
Yixianosaurus відомий лише з одного екземпляра, голотипу IVPP V12638, який, ймовірно, походить із пласта Даванчжанцзи (ранній аптський етап, 122 мільйони років тому). Це скам'янілість, яку можна побачити ззаду та збереглася на одній плиті, розпиляній на кілька частин. Він складається з плечового пояса та пари скам'янілих рук зі скам'янілими пір'ям, деякими ребрами та гастралією. Yixianosaurus має дуже довгу руку, 140 % довжини плечової кістки 89 міліметрів. Другий палець найдовший. Пальці мають великі та загнуті кігті. Пір'я збереглося недостатньо добре, щоб показати певну структуру, але воно виглядає схожим на контурне пір'я деяких птахів формації Ісянь. Великі руки могли служити для лову здобичі або допомоги в лазінні. Загальна довжина тіла оцінюється в 1 метр, вага в 1 кілограм. Сю та ін. (2013) припустив, що наявність великих пір'їв у формі п'яти на частинах передніх кінцівок переконливо підтверджує те, що Yixianosaurus був пристосований для обмеженого повітряного пересування.

## Галерея

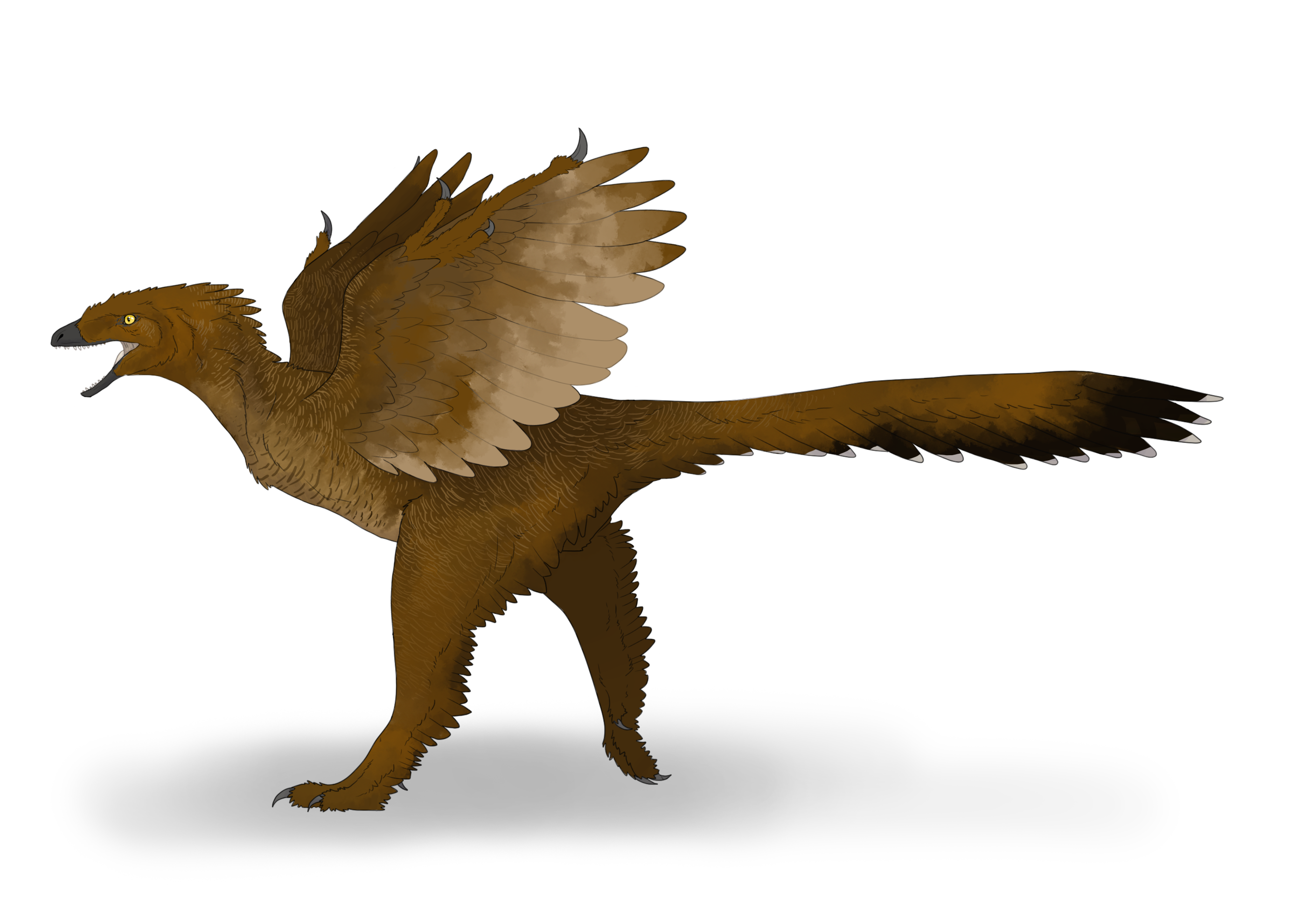
Художня реконструкція
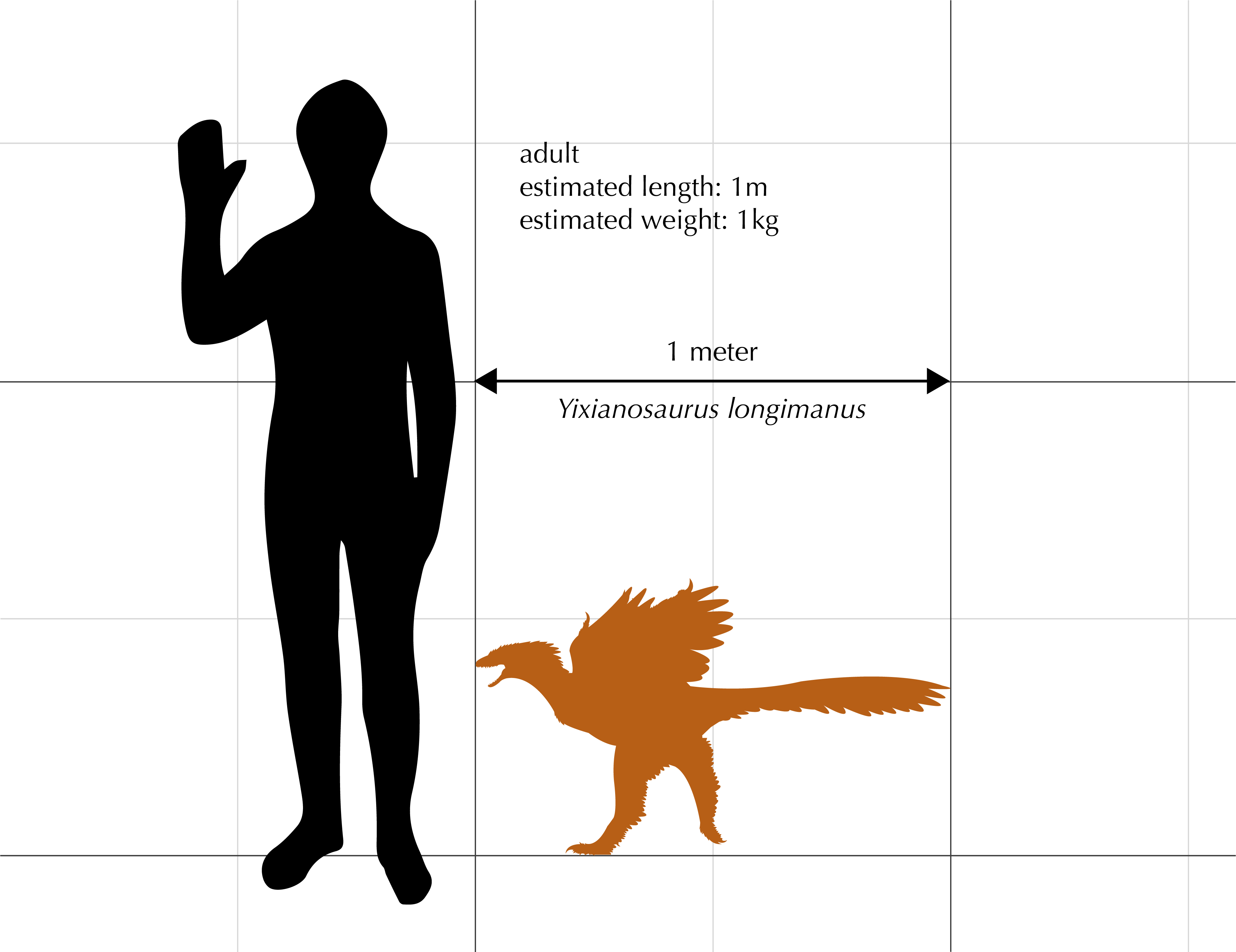
Порівняння розмірів